# Oxyamerus hyalinus
Oxyamerus hyalinus – gatunek roztocza z kohorty mechowców i rodziny Oxyameridae.
Gatunek ten został opisany w 1979 roku przez Marie Hammer.
Mechowiec o jasnobrązowym ciele długości ok. 0,36 mm. Szczeciny rostralne grube i przejrzyste, a rostrom małe i krótkie. Szczeciny interlamellarne bardzo małe i cienkie. Sensilus gruby i nitkowaty. Notogaster z szeroką, ciemną przepaską przy przednim brzegu. Szczeciny notogastralne występują w liczbie 10 par, a genitalne 6 par. Odnóża jednopalczaste.
Gatunek znany tylko z indonezyjskiej wyspy Jawa.